# (37090) 2000 UB72
2000 UB72 (asteroide 37090) é um asteroide da cintura principal. Possui uma excentricidade de 0.04648710 e uma inclinação de 7.16567º.
Este asteroide foi descoberto no dia 25 de outubro de 2000 por LINEAR em Socorro.